# Сфинту-Георге (Яломіца)
Сфинту-Георге (рум. Sfântu Gheorghe) — село у повіті Яломіца в Румунії. Адміністративний центр комуни Сфинту-Георге.
Село розташоване на відстані 65 км на схід від Бухареста, 40 км на захід від Слобозії, 126 км на південний захід від Галаца, 149 км на південний схід від Брашова.

## Населення
За даними перепису населення 2002 року у селі проживали 940 осіб, усі — румуни. Усі жителі села рідною мовою назвали румунську.